# Conjuration des Crochets
La conjuration des Crochets est le nom donné à un ensemble de personnes qui projettent en 1791 de semer le trouble en Bas-Valais (Suisse) par des pillages et des assassinats.

## Évènements
En 1791, une année après l'affaire du Gros-Bellet, un noyau d'une trentaine de personnes de la région de Monthey, assisté par autant de Vaudois,  projette de piller divers lieux, parmi lesquels l’abbaye de Saint-Maurice et le monastère de Collombey. Ils ont aussi l'intention d'assassiner de nombreux notables de la région puis de suspendre leur corps par des crochets, fabriqués pour l'occasion, au pont de Monthey.
Leurs divers projets ayant été éventés, des troupes sont envoyées dans la région et un procès a lieu, au terme duquel des sentences contre de nombreuses personnes sont prononcées. Parmi celles-ci, deux sont condamnées à l'exil, tandis que le 19 novembre 1791 trois sont pendues et deux ont la tête tranchée.